# Novojičínská kopretina
Novojičínská kopretina je okružní naučná stezka a cyklostezka o délce 80,5 kilometru, vedoucí přes Nový Jičín, Šenov u Nového Jičína, Kunín, Suchdol nad Odrou, Bernartice nad Odrou a Starý Jičín v okrese Nový Jičín v Moravskoslezském kraji. Nachází se v geomorfologických podcelcích Oderská brána a Štramberská vrchovina na Moravě.
Lze ji absolvovat i na kole a některé její části v zimních měsících též na lyžích. Navíc je možné si (v informačním středisku v Novém Jičíně) zakoupit turistický záznamník, z něhož lze během čerpat informace k navštíveným místům. Pokud se s kompletně vyplněným záznamníkem návštěvník naučné stezky dostaví do informačního centra v Novém Jičíně, získá zde sběratelská razítka a památeční odznak.
V části své trasy jde souběžně s jinými zdejšími naučnými stezkami (s naučnou stezkou Františka Palackého či Veřovické vrchy).

## Trasa
Na cestu lze nastoupit v kterémkoliv bodě. Její popis bude uveden od novojičínského nádraží:
- Nový Jičín, vlakové nádraží „Nový Jičín město“
- Nový Jičín, náměstí
- Pension Na Skalkách
- lyžařská chata na Svinci
- Kojetín
- Straník
- Hostašovice
- Prameny Zrzávky
- Trojačka
- Mořkov
- Hodslavice
- Mořkovský vrch
- Životice u Nového Jičína
- Libotín
- Štramberk
- Bílá hora
- Puntík
- Žilina
- Šenov u Nového Jičína
- Kunín
- Suchdol nad Odrou
- Bernartice
- Starý Jičín
- Bludovice

## Galerie

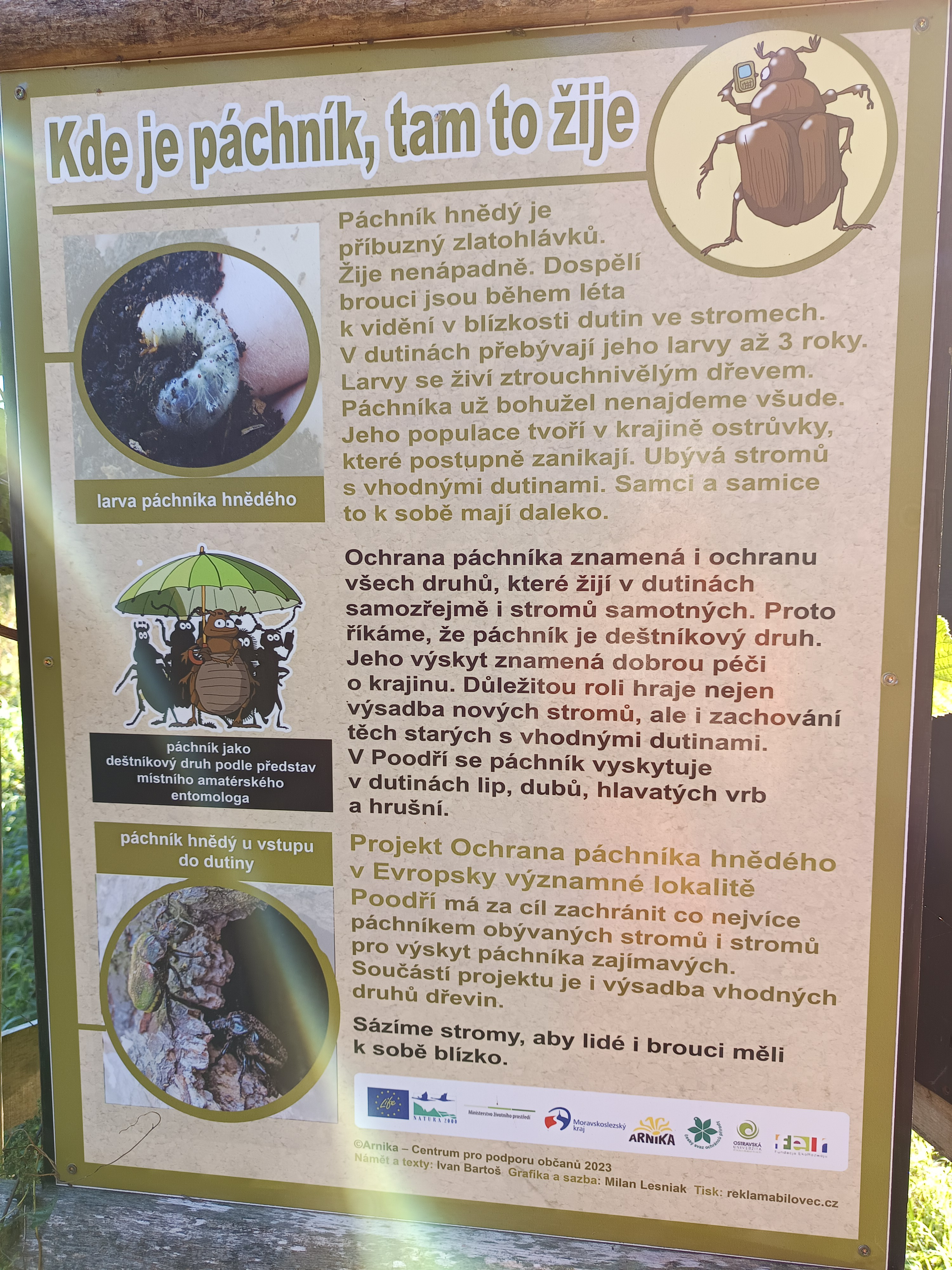
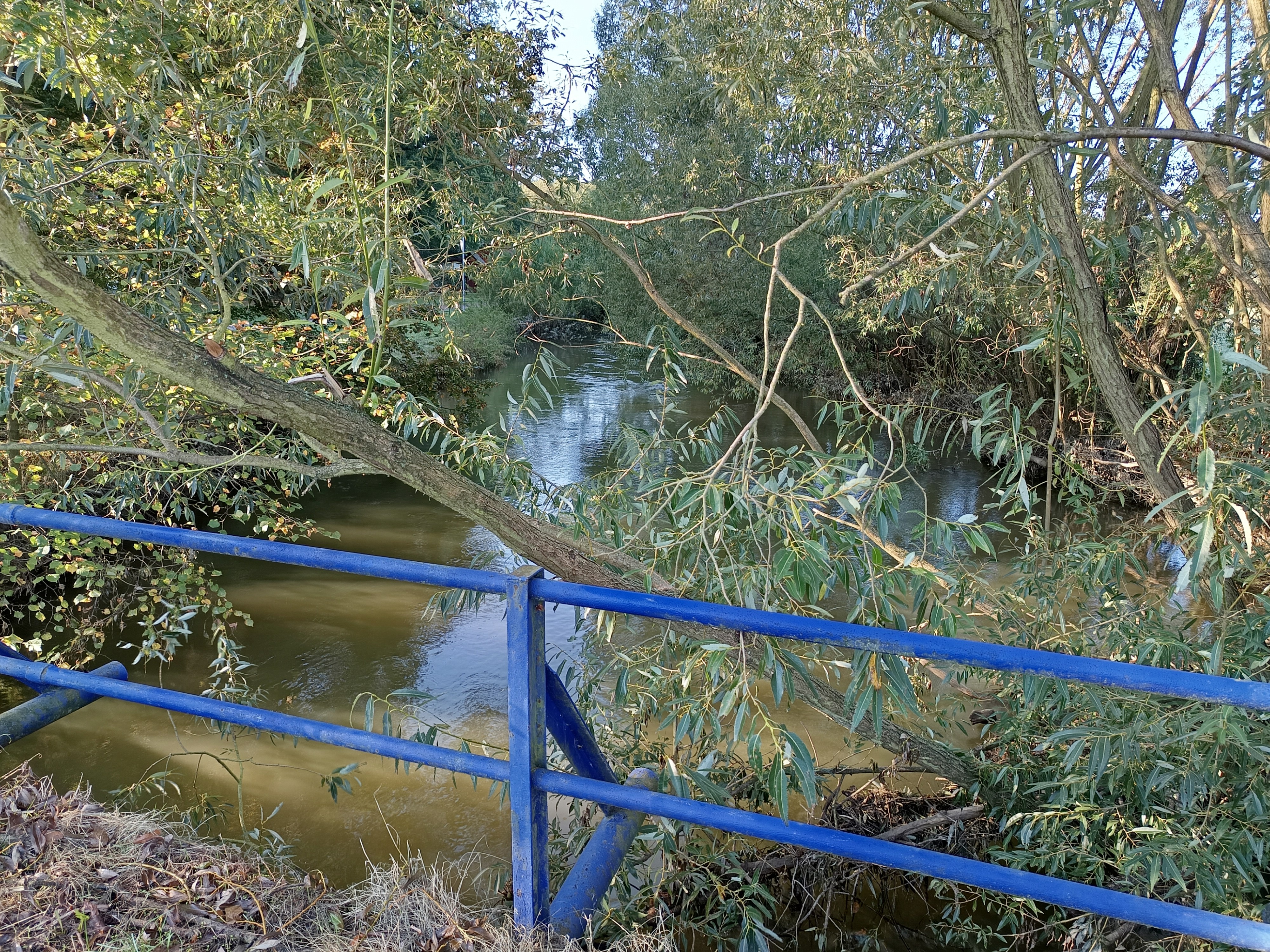

## Další informace
Část úseku Novojičínské kopretiny se kryje s mezinárodní cyklostezkou EuroVelo4.